# Poursuite par équipes masculine aux Jeux olympiques d'été de 2004
Navigation
Sydney 2000 Pékin 2008
La poursuite par équipes masculine aux Jeux de 2004 consistait en une série de duels entre des équipes de quatre cyclistes, chaque équipe partant de côtés opposés de la piste. Il y avait 16 tours à parcourir (4 kilomètres) pour rejoindre l'équipe adverse. Si aucune équipe n'était rattrapée pendant ces 16 tours, le temps du troisième coureur de chaque équipe était comptabilisé pour déterminer l'équipe gagnante.
Ces épreuves se sont disputées du 22 au 23 août.

## Médaillés
| Or                                                                | Argent                                                                 | Bronze                                                                    |
| Australie Graeme Brown Brett Lancaster Bradley McGee Luke Roberts | Grande-Bretagne Steve Cummings Rob Hayles Paul Manning Bradley Wiggins | Espagne Carlos Castaño Panadero Sergi Escobar Asier Maeztu Carlos Torrent |

## Résultats

### Qualifications (22 août)
Pendant les qualifications, chaque équipe a couru seule, sans adversaire sur 4 kilomètres. Les huit équipes avec les meilleurs temps se sont qualifiées pour le premier tour. Les deux dernières équipes ont été classées selon les temps obtenus.
| Rang | Équipe           | Coureurs                                                               | Temps            |
| ---- | ---------------- | ---------------------------------------------------------------------- | ---------------- |
| 1    | Australie        | Graeme Brown Peter Dawson Brett Lancaster Stephen Wooldridge           | 4 min 00 s 613 Q |
| 2    | Grande-Bretagne  | Steve Cummings Paul Manning Chris Newton Bryan Steel                   | 4 min 03 s 985 Q |
| 3    | Espagne          | Carlos Castaño Panadero Sergi Escobar Asier Maeztu Carlos Torrent      | 4 min 04 s 421 Q |
| 4    | Allemagne        | Robert Bartko Guido Fulst Christian Lademann Leif Lampater             | 4 min 05 s 823 Q |
| 5    | Pays-Bas         | Levi Heimans Jens Mouris Peter Schep Jeroen Straathof                  | 4 min 06 s 286 Q |
| 6    | Ukraine          | Volodymyr Dyudya Roman Kononenko Sergiy Matveyev Vitaliy Popkov        | 4 min 07 s 175 Q |
| 7    | France           | Matthieu Ladagnous Anthony Langella Jérôme Neuville Fabien Sanchez     | 4 min 07 s 336 Q |
| 8    | Lituanie         | Linas Balčiūnas Aivaras Baranauskas Tomas Vaitkus Raimondas Vilčinskas | 4 min 08 s 812 Q |
| 9    | Russie           | Vladislav Borisov Alexander Khatuntsev Alexei Markov Andrey Minashkin  | 4 min 09 s 394   |
| 10   | Nouvelle-Zélande | Hayden Godfrey Peter Latham Matthew Randall Marc Ryan                  | 4 min 10 s 820   |

### Premier tour (22 août)
Dans le premier tour, les équipes se sont affrontées dans des manches basées sur les temps obtenus durant les qualifications. L'équipe la plus rapide se mesurait à la huitième et ainsi de suite. Les vainqueurs se qualifiaient pour les finales alors que les perdants recevaient un rang basé sur le temps obtenu pendant ce tour.
| Série | Rang | Équipe          | Coureurs                                                               | Temps            |
| ----- | ---- | --------------- | ---------------------------------------------------------------------- | ---------------- |
| 1     | 1    | Allemagne       | Robert Bartko Guido Fulst Christian Lademann Leif Lampater             | 4 min 03 s 785 Q |
| 1     | 2    | Pays-Bas        | Levi Heimans Jens Mouris Peter Schep Jeroen Straathof                  | 4 min 04 s 605   |
| 2     | 1    | Espagne         | Carlos Castaño Panadero Sergi Escobar Asier Maeztu Carlos Torrent      | 4 min 02 s 374 Q |
| 2     | 2    | Ukraine         | Volodymyr Dyudya Roman Kononenko Sergiy Matveyev Vitaliy Popkov        | 4 min 05 s 266   |
| 3     | 1    | Grande-Bretagne | Steve Cummings Paul Manning Chris Newton Bradley Wiggins               | 3 min 59 s 866   |
| 3     | 2    | France          | Matthieu Ladagnous Anthony Langella Jérôme Neuville Fabien Sanchez     | rejoint          |
| 4     | 1    | Australie       | Graeme Brown Brett Lancaster Bradley McGee Luke Roberts                | 3 min 56 s 610   |
| 4     | 2    | Lituanie        | Linas Balčiūnas Ignatas Konovalovas Tomas Vaitkus Raimondas Vilčinskas | rejoint          |

### Match pour la troisième place (23 août)
Les équipes qualifiées avec les deux moins bons temps se sont mesurées pour la médaille de bronze.
| Rang | Équipe    | Coureurs                                                          | Temps          |
| ---- | --------- | ----------------------------------------------------------------- | -------------- |
| 3    | Espagne   | Carlos Castaño Panadero Sergi Escobar Asier Maeztu Carlos Torrent | 4 min 05 s 523 |
| 4    | Allemagne | Robert Bartko Guido Fulst Christian Lademann Leif Lampater        | 4 min 07 s 193 |

### Finale (23 août)
Les équipes qualifiées avec les deux meilleurs temps se sont mesurées pour le titre olympique.
| Rang | Équipe          | Coureurs                                                | Temps          |
| ---- | --------------- | ------------------------------------------------------- | -------------- |
| 1    | Australie       | Graeme Brown Brett Lancaster Bradley McGee Luke Roberts | 3 min 58 s 233 |
| 2    | Grande-Bretagne | Steve Cummings Rob Hayles Paul Manning Bradley Wiggins  | 4 min 01 s 760 |

### Classement final
| Rang | Équipe           |
| ---- | ---------------- |
| 1    | Australie        |
| 2    | Grande-Bretagne  |
| 3    | Espagne          |
| 4    | Allemagne        |
| 5    | Pays-Bas         |
| 6    | Ukraine          |
| 7    | France           |
| 8    | Lituanie         |
| 9    | Russie           |
| 10   | Nouvelle-Zélande |

## Sources
- (en) Cet article est partiellement ou en totalité issu de l’article de Wikipédia en anglais intitulé « Cycling at the 2004 Summer Olympics – Men's team pursuit » (voir la liste des auteurs).